# Бояничи (Львовская область)
Бояничи (укр. Бояничі) — село в Сокальской городской общине Шептицкого района Львовской области Украины.
Население по переписи 2001 года составляло 433 человека. Занимает площадь 1,07 км². Почтовый индекс — 80044. Телефонный код — 3257.